# 馬光 (後漢)
馬 光（ば こう、生年不詳 - 94年）は、後漢の外戚。字は叔山。本貫は右扶風茂陵県。明徳馬皇后の兄にあたる。

## 経歴
馬援の三男として生まれた。69年（永平12年）、兄の馬防とともに黄門侍郎となった。78年（建初3年）、越騎校尉から執金吾に転じた。79年（建初4年）、許侯に封じられた。80年（建初5年）、衛尉となった。
83年（建初8年）、兄の馬廖の子である馬豫が政治を誹謗したことから、馬防と馬光の兄弟は御史の弾劾を受けて免官され、封国へ下向することになった。馬光は気配りの行き届いた性格であり、母の喪にあっては哀哭のほどが礼の規定を超えていた。このため章帝は特別に馬光に目をかけ、復位させて特進とした。90年（永元2年）、馬光は太僕となった。
92年（永元4年）、竇憲が粛清されると、馬光は竇憲と親しかったことから再び免官され、封国へ下向することになった。94年（永元6年）、竇憲の奴が馬光と竇憲は反乱を計画していたと誣告したため、馬光は自殺し、家族は右扶風に帰された。

## 子女
- 馬康（黄門侍郎、侍中、馬光の死後に右扶風で殺された）
- 馬朗（合郷侯）

## 伝記資料
- 『後漢書』巻24 列伝第14